# Río Pama
El río Pama es un curso natural de agua que nace en la falda septentrional del cerro Pama y fluye con dirección general norte en la Región de Coquimbo hasta desembocar en el río Combarbalá.

## Trayecto
Luis Risopatrón lo describe en su Diccionario jeográfico de Chile (1924): 625  como ofrece terrenos fértiles en sus márjenes, nace en los alrededores de la cuesta de los Hornos i afluye hacia el N, para juntarse con el río de Combarbalá.

## Caudal y régimen
La hoya de los ríos Grande, Mostazal, Tascadero, Guatulame, Cogotí, Combarbalá y Pama tienen un régimen nival con influencia pluvial en la parte baja de la cuenca: los mayores caudales se presentan entre octubre y diciembre, debido a los importantes aportes nivales, salvo en la estación Guatulame en el Tome, ubicada en la desembocadura del río homónimo en el embalse La Paloma, que muestra importantes caudales tanto en invierno y primavera. El período de estiaje es común a toda la subcuenca y ocurre en el trimestre dado por los meses de marzo, abril y mayo.: 62 

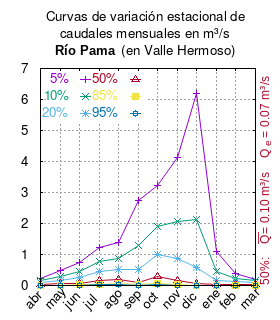
Curvas de variación estacional del río Pama en la estación Valle Hermoso.

El caudal del río (en un lugar fijo) varía en el tiempo, por lo que existen varias formas de representarlo. Una de ellas son las curvas de variación estacional que, tras largos periodos de mediciones, predicen estadísticamente el caudal mínimo que lleva el río con una probabilidad dada, llamada probabilidad de excedencia. La curva de color rojo ocre (con {\displaystyle {\color {Red}\vartriangle }}) muestra los caudales mensuales con probabilidad de excedencia de un 50 %. Esto quiere decir que ese mes se han medido igual cantidad de caudales mayores que caudales menores a esa cantidad. Eso es la mediana (estadística), que se denota Qe, de la serie de caudales de ese mes. La media (estadística) es el promedio matemático de los caudales de ese mes y se denota {\displaystyle {\overline {Q}}}.
Una vez calculados para cada mes, ambos valores son calculados para todo el año y pueden ser leídos en la columna vertical al lado derecho del diagrama. El significado de la probabilidad de excedencia del 5 % es que, estadísticamente, el caudal es mayor solo una vez cada 20 años, el de 10 % una vez cada 10 años, el de 20 % una vez cada 5 años, el de 85 % quince veces cada 16 años y la de 95 % diecisiete veces cada 18 años. Dicho de otra forma, el 5 % es el caudal de años extremadamente lluviosos, el 95 % es el caudal de años extremadamente secos. De la estación de las crecidas puede deducirse si el caudal depende de las lluvias (mayo-julio) o del derretimiento de las nieves (septiembre-enero).

## Historia
Francisco Solano Asta-Buruaga y Cienfuegos escribió en 1899 en su obra póstuma Diccionario Geográfico de la República de Chile sobre el cerro donde se origina:
Pama (Cerro de).-—Cabeza de la sierra que del E. corre al O. por entre los departamentos de Combarbalá é Illapel y que contiene las otras cumbres de Llahuin y Lampangui. Ésta se levanta por los 31° 19' Lat, y 71° 07' Lon. á 2,068 metros sobre el nivel del Pacífico, y se halla no lejana al SO. de la villa de Combarbalá. De su base ó falda septentrional procede una corta corriente de agua que se dice río de Pama, la cual, reunida con un arroyo que baja del E. por el llamado Valle Hermoso, se dirige hacia el N. y va á echarse en el río del nombre de la villa. En sus márgenes se contienen fértiles terrenos. El nombre es corrupción de la voz quichua puma, que se da al león en el Perú.
Luis Risopatrón lo describe brevemente en su Diccionario Jeográfico de Chile de 1924:
Pama (Rio de) 31° 10' 71° 05'. Ofrece terrenos fértiles en sus márjenes, nace en los alrededores de la cuesta de Los Hornos i afluye hácia el N, para juntarse con el rio de Combarbalá. 62, II, p. 272; 63, p. 170; 129; 155. p. 510; i 156.